# ドイチェ・フースバルマイスターシャフト

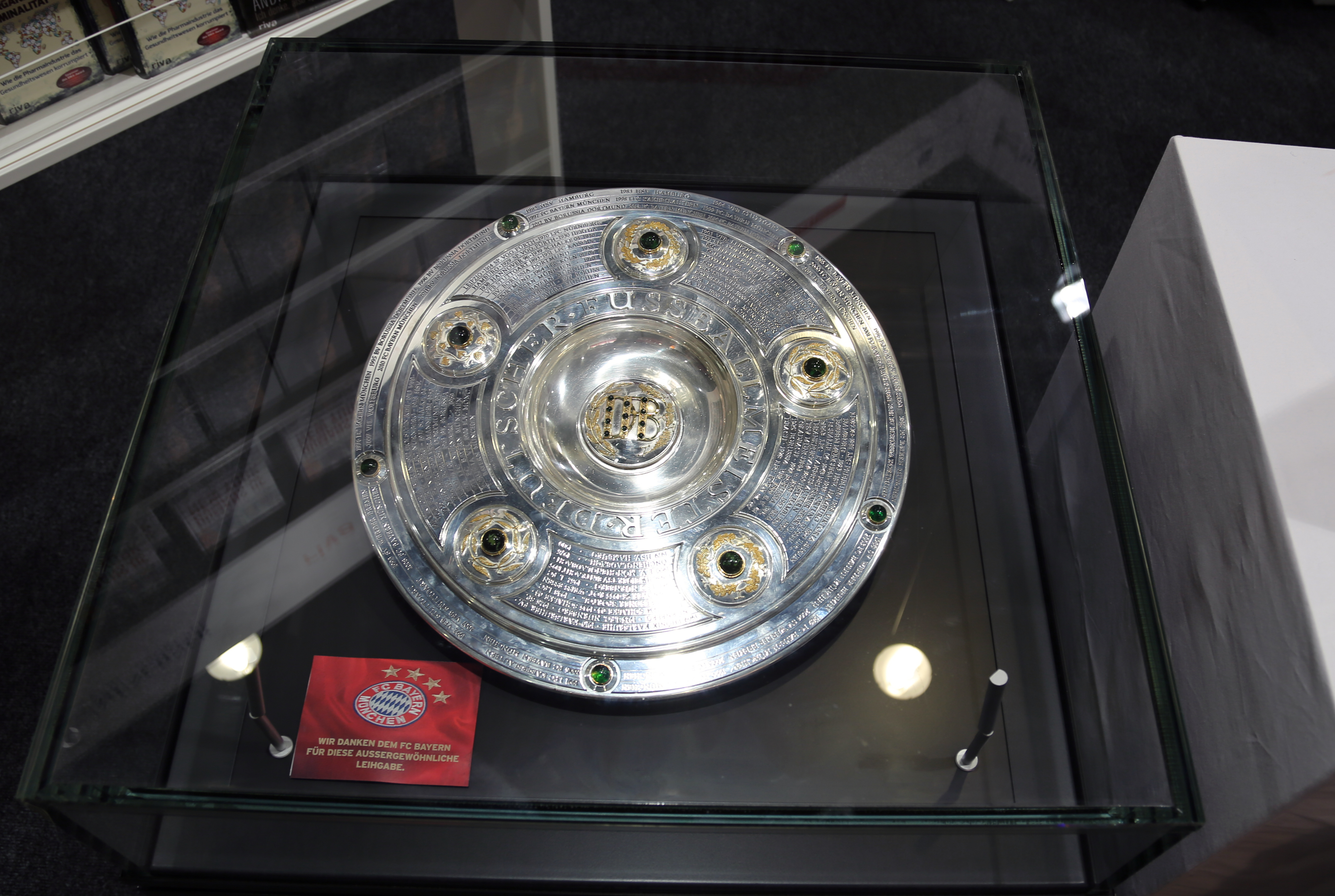
男子のマイスターシャーレ (フランクフルト書籍見本市)

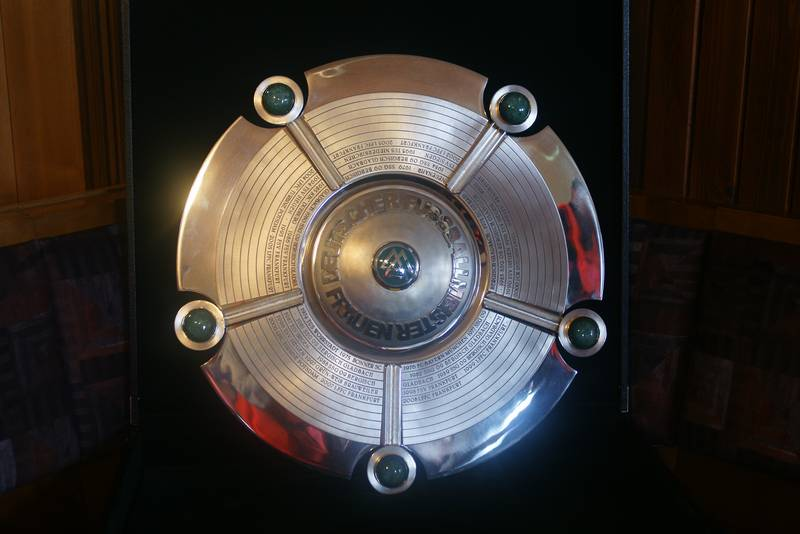
女子のマイスターシャーレ

ドイチェ・フースバルマイスターシャフト (Deutsche Fußballmeisterschaft)とは、ドイツサッカー協会 (DFB) が認定するドイツサッカー王者のタイトルを争う歴代の王者決定大会、および王者のタイトルを意味する。 優勝クラブはドイチャー・フースバルマイスター (Deutscher Fußball-Meister)、または単にドイチャー・マイスターと呼ばれている。

## 概要

### DFB男子
DFB認定の男子ドイチェ・マイスターシャフト (DM)は、DFBによってドイツ帝国時代の1902-1903年度に初めて開催され、VfBライプツィヒ (1893年)が初代王者となった。西ドイツ時代の1963-1964年度以降、男子ドイツ王者のタイトルはフースバル・ブンデスリーガに継承されている。1991-1992年度から東ドイツ男子王者のタイトルと統合された。最多優勝クラブ (レコードマイスター) はFCバイエルン・ミュンヘンで、1987年の優勝時に、1.FCニュルンベルクが64年間保持していた記録を抜いた。

### 東ドイツ男子
DFB認定のDMと並行して、ドイツ民主共和国では東ドイツサッカー協会主催の同国一部リーグ・DDRフースバル・オーバーリーガが、1949-1950年度から1990-1991年度までもう一つのドイチャーマイスターの系譜を作ってきた。初代DDRマイスターは、ZSGホルヒ・ツヴィカウである。

### DFB女子
DFB認定の女子ドイツ王者決定大会は、かつての男子と同じ名称と大会形式で、1974年に始まった。1990-1991年度からはフラウエン・ブンデスリーガに引き継がれ、1990-1997年の2グループ構成を経て、1997-1998年度から、男子と同じ1グループの全国リーグになった。初代王者はTuSヴェーアシュタットで、最多優勝は1.FFCトゥルビーネ・ポツダム (東ドイツ女子王者6回を含む)である。ブンデスリーガに限ると、1.FFCフランクフルトとVfLヴォルフスブルクがレコードマイスターである。

### 男女同時優勝
同一クラブの男子・女子チームのアベック優勝は、FCバイエルン・ミュンヘンが2014-2015シーズンに初めて達成し、以降2015-2016年度、2020-2021年度、2022-2023年度にも同時優勝した。バイエルン以外に男子と女子がそれぞれドイツ王者になっているクラブは、VfLヴォルフスブルクだけである (男子：2008-2009シーズン、女子：2012-2013シーズン)

## 男子の大会変遷
1963年までDFB認定のドイツ王者は、各地域王者による全国大会で決められていた。上記の通り、1949-1950年度から1990-1991年度までは、西ドイツと東ドイツに各々の男子ドイツ王座が存在した。
西ドイツでは、1963-1964シーズンに発足した全国リーグ・ブンデスリーガがDFBドイツ王座を引き継ぎ、東ドイツは一貫してDDRオーバーリーガが最上位リーグであった。そしてドイツ再統一後の1991年、旧東ドイツの少数のトップクラブがブンデスリーガに参入した。

### ドイツ帝国・ヴァイマル共和制(1902 - 1933)
DFB主催ドイチェ・マイスターシャフトの大会形式は、1932-1933年度まで常に一試合制のトーナメントであり、開催地はどちらのホームスタジアムでもない、中立地が選ばれた。当時のルールでは、延長戦で決着がつかない場合でも引き分けはなく、中立地で再試合が行われた。DFBは、経済的な事情または対戦する2チームのうち片方からの緊急の希望があった場合、しばしば中立地ではない場所で試合を組んだ。対戦する両クラブの合意で開催地が決まることも多かったが、1903-1904年度大会ではそうした原則違反が敗退したチームからの抗議を招き、決勝戦開始直前の大会中止・結果取り消しとなった。
大会参加資格は、DFBに加盟する地方サッカー協会の大会王者に与えられた。外国にあったプラハ・ドイツサッカー協会の大会王者、DFCプラークは第1回大会に出場し、1試合も戦うことなく、不戦勝を繰り返して決勝に進出した。この第1回大会では、まだDFB傘下の地方協会の数は少なく、わずか6クラブしか参加しなかった。だが、次の1903-1904年度は8クラブに増え、さらに1904-1905年度は11クラブに増加している。増加する地方協会の数と、彼らの間の著しい実力差は、DFBをひとつの改革に踏み切らせた。1906-1907年度大会から出場枠を8クラブに固定し、1923-1924年度までこの数を維持し続けた。
1911年にDFBが圧力をかけて、ベルリン球技クラブ協会とマルク・ブランデンブルクサッカー協会を合併させ、7つの地方協会がそろった。だがドイツ帝国には7つの地域区分などなかったし、DFBもそれに基づいて、この地方協会区分を絶対的基準にはしていなかった。ただ単に、小党乱立している地域に対し、合併して一つの大きな地方協会を作らせようとしたケースは幾つかあって (北部ドイツサッカー協会など)、その結果たまたま7協会になっただけである。
最も大きく歴史の古い地方協会は、以下の四協会である。カッコ内の数字は地方大会創設年。
- 南部ドイツサッカー協会（ドイツ語版） (1898年)
- 中部ドイツ球技協会（ドイツ語版） (1902年)
- 西部ドイツサッカー協会（ドイツ語版） (1903年)
- ベルリン球技クラブ協会 (1890年。ブランデンブルク地域も統括していたが、後に複数協会に分裂した)

その後、さらに三つの地方協会がDFBに加盟した
- 北部ドイツサッカー協会（ドイツ語版） (1906年),
- 南東ドイツサッカー協会（ドイツ語版） (1906年)
- バルト芝生・ウインタースポーツ協会（ドイツ語版） (1907年)

この7大地方協会体制では、7つの地方大会王者枠と前回ドイツ王者枠、計8クラブが本大会の基本出場枠となった。例外は、1910-1911年度のベルリン代表である。当時ドイツサッカー界のパワーハウスであった帝都においては、2つ或いは3つの協会が統括権争いを繰り広げており、最強の存在だったベルリン球技クラブ協会の王者に加え、競合するマルク・ブランデンブルク協会とベルリン陸上競技クラブ協会の王者同士のプレーオフの勝者、計2クラブがDMに出場した。大会後、DFBは3つの協会に圧力をかけて合併させた。

第一次世界大戦の間、全国規模のサッカー大会は完全に中止され、そして戦後のヴァイマル共和制時代、1924-1925年度に大会出場枠は16チームに拡大された。各地方協会に与えられた複数の出場枠のうち、南部と西部が最大の3枠を享受し、その他は2枠ずつ分配され、前回王者の自動出場枠が廃止。一方で、1試合制トーナメント形式は維持された。
この21年間は地方協会大会 (レギオナルマイスターシャフト) でも、まず細分化された多数のリーグ戦を行い、その勝者たちが決勝大会で争うという、DMの地方版が行われていた。地方協会大会に属する小規模リーグ戦は、最上位が「ベツィルクスリーガ」や「ガウリーガ」 (ナチス時代のものとは別)、「ベツィルクスクラッセ」または「クライスリーガ」などと名乗っていた。そのほとんどは中部ドイツ協会の管轄領域で、リーグの数は20から30もあったので、中部王者を決める決勝大会は、極端に大規模なものとならざるを得なかった。1933年、ドイツ全土に50以上のリーグ戦があった。

### ナチス政権期 (1933 - 1945)
国民社会主義ドイツ労働者党が政権を掌握すると、上記の複雑な地域大会は一気に単純化された。また1933年、既存の7つの地方サッカー協会は自主解散させられた。ナチス政権は全国を16のガウ (大管区) に分け、ここに一つずつ「フースバルガウ」が設置された。この大管区の最上位リーグが、ガウリーガである。このガウリーガ王者が、DM本大会に進出できた。
1938年までガウの数は一定だったが、1938年以降ズデーテン地方、オーストリア、エルザスなどがドイツに併合された事や、第二次世界大戦中の燃料不足・長距離移動の困難化により、ガウの細分化が必要となり、その数は増加していった。1942-1943年度には29のガウが存在し、1943-1944年度には31まで増えた。また1941-1942年度には、グループステージが廃止されて純粋なノックアウト形式に戻っている。1944-1945年度は、第二次大戦の為にDM本大会が中止された。

### 連合国占領期(1945 - 1949)
第二次大戦後の連合軍軍政期には、各占領地域と共同管理地区ベルリンにおいて、それぞれサッカーリーグが再建されたが、その進展速度には大きな違いがあった。それらの大会は通称「ツォーネンマイスターシャフト」と呼ばれ、アメリカ合衆国とフランスの占領区域では1945-1948年 (3シーズン)、ベルリンでは1945-1950年 (5シーズン)、イギリス占領地区域では1946-1948年 (2シーズン)、ソビエト連邦占領区域では1948・1949年と計2回開催された。
占領開始3シーズン目の1947-1948シーズン、これら占領区域の大会は、復活したドイチェ・マイスターシャフトの出場権を争うものとなった。西側占領区域は2クラブずつ、ベルリンとソ連占領区域は1クラブずつを出し、計8クラブがDM出場権を獲得した。しかしベルリン封鎖のあおりで、ソ連区域優勝のSGプラニッツだけは棄権した。その後東西ドイツとして分断される両地域のクラブが、ひとつのドイツ全国大会に出ようとした唯一の試みであった。
1950年初頭にも、DFBと東ドイツスポーツ委員会の間で、東西合同大会の開催を目指す話し合いが持たれた。DFBは本大会チーム数を16まで倍増させたが、これは東ドイツに与える予定の3つの出場枠を、可能とするためである。しかし交渉は決裂し、このシーズンから東西両ドイツの国内王座・最上位リーグは、完全に分断された。

### ドイツ民主共和国(1949 - 1991)
1949年、東ドイツでは建国とほぼ同時に男子全国サッカーリーグが創設された。初年度は「DSリーガ」という名称であったが、翌年度に東ベルリン勢がベルリナー・シュタットリーガを離脱し、合流してからDDRオーバーリーガと改名される。
以降、このリーグが東ドイツ王者・DDRマイスターを決める大会となった。初年度は14クラブ制で始まり、1951-1952シーズンには19クラブに拡大、1954年には14クラブに縮小した。1990年10月3日に東ドイツは西ドイツに吸収され消滅した為、DDRオーバーリーガ最終年度の1990-1991シーズンは、途中からDFB傘下の地方協会リーグ「NOFVオーバーリーガ」 (現フースバル・オーバーリーガ・ノルトオスト) と名を変え、翌年度から始まる統一ドイツにおける、各カテゴリー参入枠を争う大会に変質した。

### ドイツ連邦共和国(1948 - 1963)
この時代、いまだDFBは単一の全国サッカーリーグを作らなかった。ブンデスリーガ設立までの西ドイツ最上位サッカーリーグ、フースバル・オーバーリーガは、1950年から5つの地域 (ズュート (南部)、ズュートヴェスト (南西部)、ヴェスト (西部)、ノルト (北部)、西ベルリン) で行われていた。1950年以前にはズュートヴェストが2グループ制だったので、当初は合計6グループであった。占領時代と同じく、これらオーバーリーガの上位クラブがシーズン終盤にDM本大会を戦い、ドイチャーマイスターを決めていた。1951年にホームアンドアウエー方式のグループステージが復活し、1位同士が決勝戦に進出する。出場枠は当初8クラブで、5つのオーバーリーガ王者と、4つの準王者 (西ベルリンを除く) のうち、予備予選で1クラブを振るい落とした。
ただし、方式が変更されたシーズンが3つある。1954 FIFAワールドカップ前の1953-1954年度には、サッカー西ドイツ代表の準備期間を確保する狙いから、本大会出場は6クラブ、グループステージは中立地一試合制へと、それぞれ縮小された。1956-1957年度にもDFBは中立地一試合制でGSを行ったが、これは失敗に終わった。その後も1958 FIFAワールドカップ、1962 FIFAワールドカップの前にもこの形式で行われた。

### ドイツ連邦共和国 (1963-)
1963年、西ドイツはヨーロッパで最も遅く、最後に全国サッカーリーグを創設した国となった。1962 FIFAワールドカップにおける西ドイツ代表の失望的結果は、その状況を変える決定的なきっかけとなり、直後の1962年7月28日に開催されたDFBブンデスタークにおいて、プロ全国リーグ創設が賛成多数で決議され、1963-1964シーズンから始まった。3シーズン目の1965-1966シーズンから18クラブ制となったが、これは緊急措置であった。ヘルタBSCの強制降格処分に伴い、下位2クラブの降格が取り消された為である。この数はドイツ再統一後の初年度シーズンまで維持された。

1990年のドイツ再統一により、東西ドイツ王座は統一された。西ドイツ時代の標準である18クラブに加えて、NOFVオーバーリーガ上位2クラブ (旧東ドイツからの参入枠)が入ってきたため、統一後初年度の1991-1992シーズンだけは例外的に20クラブで開催された。翌年度からはまた18クラブ制となり、ヨーロッパの国内最上位リーグで唯一20クラブ制を採用していないが、これはウインターブレイクが非常に長く、日程が限られているからである。

## 女子の大会変遷

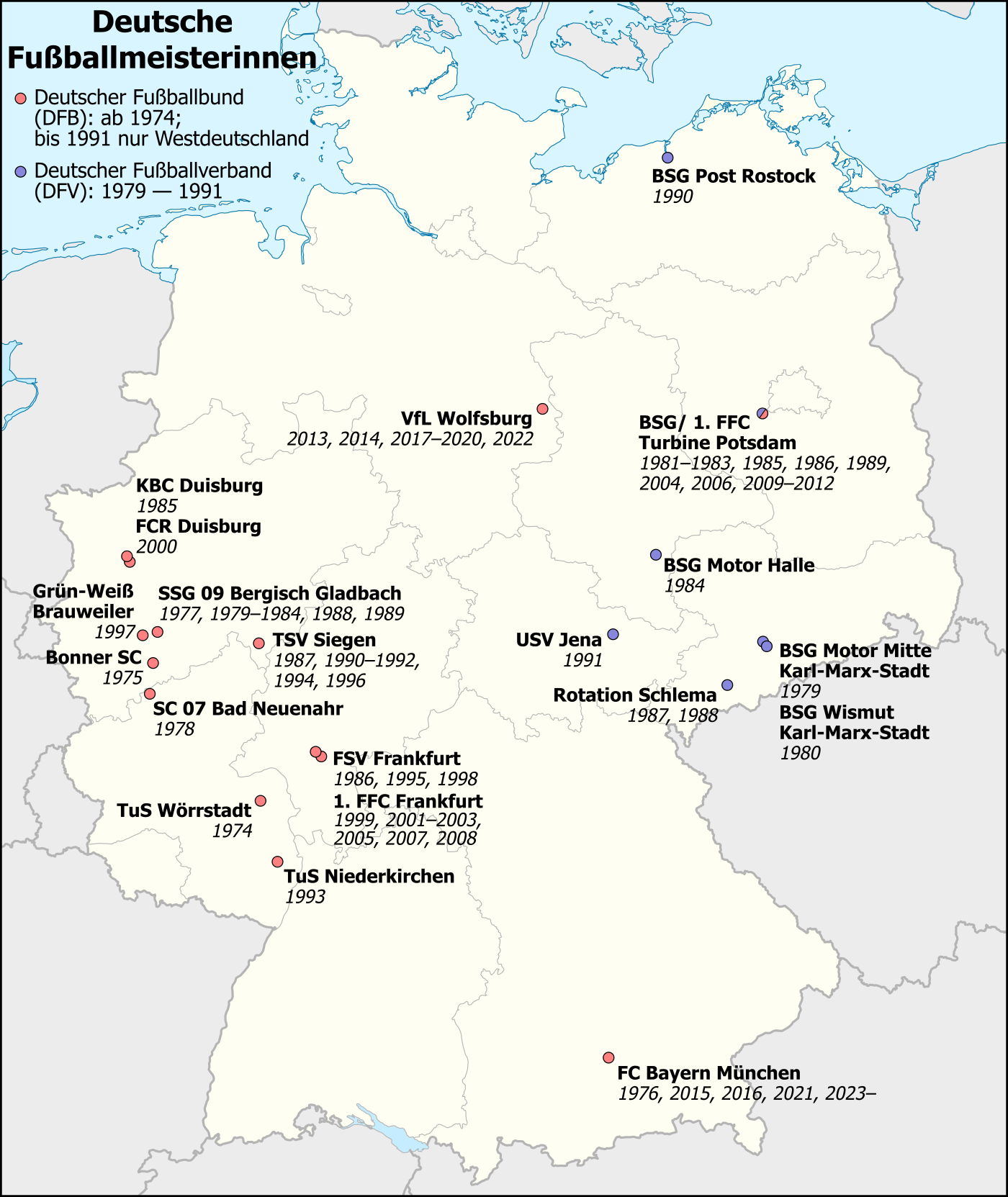

西ドイツ女子王者は、1974年創設のドイチェ・フースバルマイスターシャフト (女子)で初めて正式決定されることになった。全国リーグ創設は、東西ドイツ統一直前のフラウエン・ブンデスリーガ創設まで待たなくてはならない。

### 1974
第一回大会は16の地方協会王者によって争われた。4組の一回戦制グループリーグから、各組1位だけがこれを突破し、決勝トーナメントに進出した。準決勝は一試合制であった。

### 1975 - 1976
16クラブ出場。第2回・第3回大会は、グループステージがホームアンドアウエー二試合制になり、前回王者はベスト4までシードされた。

### 1977 - 1990
16クラブ出場。1976-1977年度からはグループステージが廃止されて、ホームアンドアウエー方式 (決勝戦のみ一試合制) のトーナメントに変更され、前回王者シードが廃止された。1985年にはフースバル・レギオナルリーガ・ヴェスト (女子)が誕生し、翌年には北部ドイツ協会がオーバーリーガ・ノルト (現フースバル・レギオナルリーガ・ノルト (女子))を創設した。それぞれ、上位クラブが女子DM出場権を獲得している。

### 1991 - 1997
DFBは1990年に女子全国リーグ「フラウエン・ブンデスリーガ」を創設し、女子DMからタイトルを引き継いだ。初年度は10クラブずつ2グループで構成されたが、東西ドイツ再統一後の1991-1992シーズンは各11クラブに拡大、その翌年度からはまた10クラブに縮小されている。北部・南部グループの上位2クラブずつが決勝トーナメントに進出し、襷がけで対戦する。準決勝はホームアンドアウエー2試合制、決勝戦は1試合制であった。

### 1998年以降
フラウエン・ブンデスリーガ1997-1998からは、1グループ構成の全国リーグとなった。以降クラブ数拡大が議論されているものの、いまだ変更はない。

## トロフィー

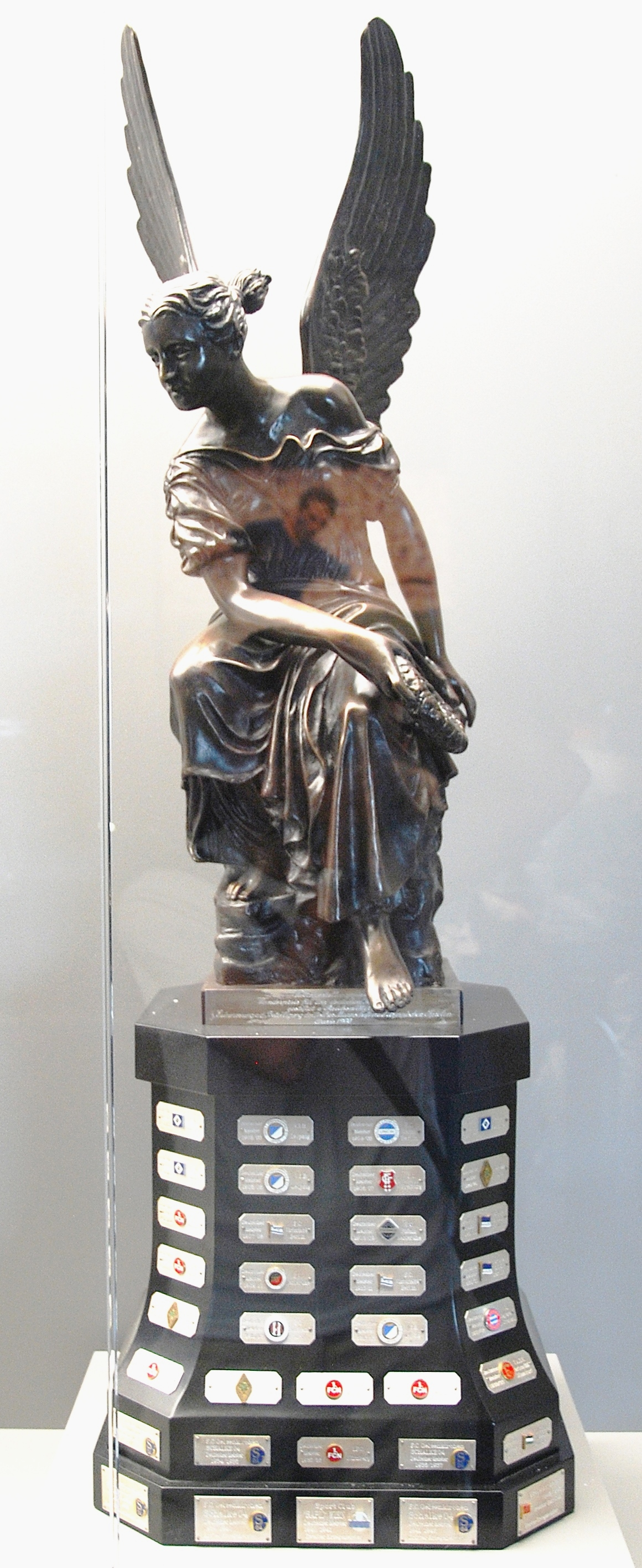
ヴィクトリア

1903年から1944年までは、古代ローマの勝利の女神を象った「ヴィクトリア (トロフィー)」が、ドイチャーマイスターに授与されていた。ソ連占領時代の東ベルリンスポーツ委員長エーリッヒ・ホーネッカーが、戦前最後のドイツ王者であるドレスデナーSCからヴィクトリアを接収してしまった為に、1948-1949年度以降は、新しく作られたマイスターシャーレが授与されている。東西ドイツ統一まで約半世紀DFBの手元を離れていた事から、今日のトロフィーとしては不適当となり、ドイツ再統一後はシャーレの権威が高まった。ただし各王者の要望により、正規の優勝セレモニーとは別に、特別の場所でヴィクトリアの授与も行われている。

## マイスターシュテルン
世界各国のサッカークラブ・ナショナルチームには、メジャータイトル獲得回数が一定に達するか、または一回優勝するごとに (日本の3大タイトルなど)、ユニフォームやエンブレムに星を一つ付ける習慣があり、ドイツではこれをマイスターシュテルンと呼ぶ。VfBシュトゥットガルトが最初にユニフォームに星を付けて以降、プロサッカーリーグ機構のDFLドイチェ・フースバル・リーガが、2004-2005シーズンから星の認定権を持つようになった。
DFL認定のマイスターシュテルンは、ブンデスリーガ時代のドイツ王者回数のみが対象である。優勝3回につき、一つの小さな星をつけることが認められる。5回優勝で二つ目、10回優勝で三つ目、20回優勝で四つ目、そして30回優勝で五つ目の星が付けられる。
このDFL規則では、1963年以降のドイツ・西ドイツ制覇の実績しか評価されず、ブンデスリーガ以前のドイツ制覇回数、東ドイツのDDRマイスターの回数など、DFBによって公式のドイツ王者のタイトルと認定されている分が含まれないため、繰り返し批判されている。